# RM17666
RM17666 — хімічно пекулярна зоря спектрального класу
A8 й має видиму зоряну величину в смузі V приблизно 13,8.